# Waheela
El waheela es un críptido con aspecto lobuno que supuestamente ha sido avistado en el valle del Nahanni y los Territorios del Noroeste de Canadá. Algunas personas dicen haberlo visto también en Alaska y Michigan. El criptozoológo Ivan T. Sanderson creyó que el waheela podía representar una población residual de amficiónidos, osos-perro prehistóricos, pero que los mencionó incorrectamente como Canis dirus, que existieron, pero no corresponden con la descripción del waheela. Como no existe ningún resto de waheela que pueda demostrar su existencia, ésta nunca ha sido probada científicamente. 
Según los relatos su pelaje es blanco y debe soportar las bajas temperaturas.[cita requerida] El waheela es parecido al Shunka Warakin, pero su hábitat está mucho más al norte.   Puede confundirse con el Amarok, un lobo gigante de la mitología inuit y de cuyas apariciones se habla en Groenlandia. Se ha reportado que viaja en grupos de dos o tres, no en grandes manadas como lo hacen los lobos modernos.[cita requerida]
Algunos sin embargo lo relacionan con el Ringdocus, un cánido de pelo negruzco cazado en Montana en 1886 y que fue disecado por un taxidermista.

## En la cultura popular
En las novelas de la serie Incryptid, de Seanan McGuire, Ista es un waheela teriántropo que es amigo y aliado de Verity Price, protagonista principal de las novelas.